# Elsa Bernstein

Elsa Bernstein (um 1905)

Elsa Bernstein, geb. Porges (Pseudonym Ernst Rosmer), (* 28. Oktober 1866 in Wien, Kaisertum Österreich; † 12. Juli 1949 in Hamburg-Eimsbüttel) war eine deutsche Schriftstellerin und um 1900 vielgespielte Bühnenautorin.

## Leben
Elsa Porges war die Tochter von Wilhelmine Merores (1842–1915) und des Musikschriftstellers Heinrich Porges, der bald nach Elsas Geburt von König Ludwig II. nach München berufen wurde. Beide Eltern stammten aus Prag. Sie wuchs in München auf, „erzogen inmitten des künstlerischen Krieges für das neue Musikdrama Richard Wagners“, wie sie in einer Selbstauskunft schrieb. Die Familie konvertierte vom Judentum zum Christentum und ließ sich in München protestantisch taufen. Bernstein arbeitete kurze Zeit als Schauspielerin, mit sechzehn Jahren trat sie in kleineren Rollen am Magdeburger Stadttheater auf. Im Jahr 1884 nahm sie das Hoftheater Braunschweig unter Vertrag, zwischen 1884 und 1886 trat sie in insgesamt 37 Rollen auf. Aufgrund ihrer schweren Augenerkrankung und der Gefahr zu erblinden musste sie ihre Schauspielerinnenkarriere frühzeitig beenden und kehrte nach München zurück. Im Jahr 1890 heiratete sie den Rechtsanwalt und Schriftsteller Max Bernstein, aus der Ehe gingen zwei Kinder hervor. Tochter Eva (1894–1986) wurde Geigerin und heiratete den Sohn von Gerhart Hauptmann, Klaus. Hans (1898–1980) wurde Rechtsanwalt und emigrierte 1933 in die USA. Nachdem ihr die Schauspielerei durch ihr Augenleiden versagt wurde, begann sie ab 1891 selbst Dramen zu schreiben, die sie unter dem Pseudonym Ernst Rosmer veröffentlichte. Direkt bei der Gründung des Münchner Schriftstellerinnen-Vereins 1913 trat sie ihm bei. Mit ihrem Mann unterhielt sie einen künstlerisch-literarischen Salon, den sie 1939 einstellen musste.

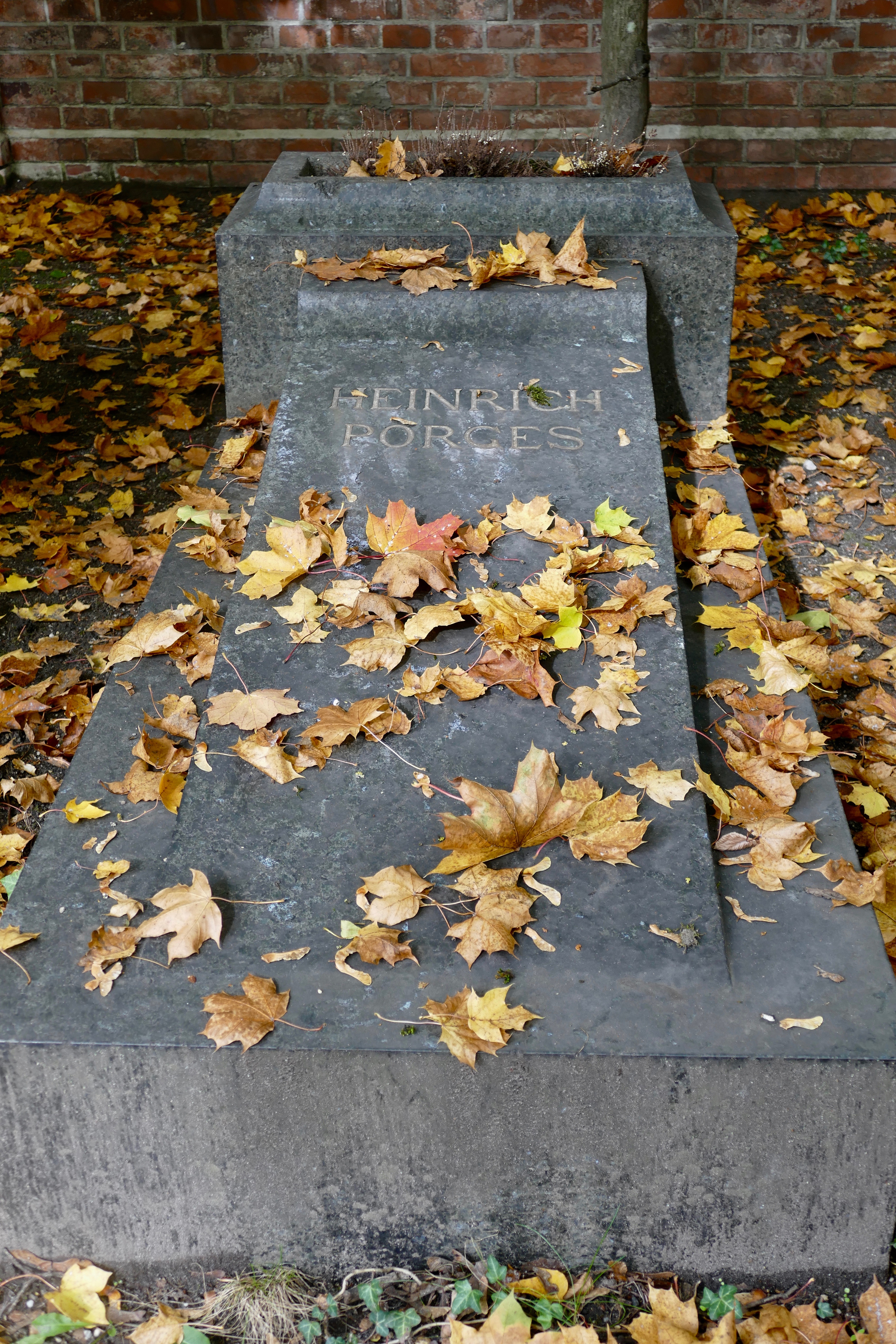
An dem Familiengrab ist nur noch der Name des Vaters Heinrich Porges erhalten

Die Möglichkeit, 1941 in die USA zu emigrieren, lehnte Bernstein ab, da ihre Schwester Gabriele keine Einreisegenehmigung erhielt. Aufgrund ihrer jüdischen Herkunft wurde sie am 25. Juni 1942 zunächst nach Dachau und bereits am 26. Juni 1942 gemeinsam mit ihrer Schwester Gabriele in das Ghetto Theresienstadt deportiert. Gabriele Porges kam im Ghetto Theresienstadt um. Elsa Bernstein ist im Theresienstadt-Konvolut als Status A-Prominent verzeichnet. Anfang Mai 1945 wurde sie von der Roten Armee befreit.
Bernstein verbrachte ihren Lebensabend bei ihrer Tochter in Hamburg. Sie starb 1949, ihre Urne wurde im Grab ihrer Eltern auf dem Münchner Ostfriedhof beigesetzt. (Grab M-li-94)

## Schaffen
Zwischen 1892 und 1910 veröffentlichte Elsa Bernstein 14 Dramen, außerdem schrieb sie Novellen und Gedichte. Ihre Werke werden zumeist der Strömung des Naturalismus zugeordnet, dennoch enthalten sie einen breiten Stilpluralismus. Für die in ihren Werken enthaltene Kritik an den Werten und Normen der Wilhelminischen Gesellschaft erntete sie sowohl Lob als auch Missbilligung.
Ihr Pseudonym wurde früh durch den Theaterkritiker Paul Schlenther gelüftet. Im Jahr 1893 gab er in einer der ersten Rezensionen zu ihrem Drama Dämmerung in der Zeitschrift Magazin für Literatur ihren wahren Namen bekannt. Dennoch veröffentlichte sie ihre nachfolgenden Werke weiterhin als Ernst Rosmer. Während des Nationalsozialismus wurde die Märchenoper Königskinder noch bis 1942 gedruckt und bis 1943 auf der Bühne gespielt. Das Pseudonym schützte das Theaterstück noch eine Zeit lang vor der Vernichtung.

## Werke (Auswahl)

### Theaterstücke
- Dämmerung. Schauspiel in fünf Akten (Drama) In: Freie Bühne, Jg. 4, H. 6 (1. Juni 1893), S. 609–629; H. 7 (1. Juli 1893), S. 737–752; H. 8 (1. August 1893), S. 882–899. Uraufführung in der Freien Bühne, Neues Theater Berlin, 30. März 1893
- Wir Drei (Drama 1893, Uraufführung 2003 im Solana Theater in Köln in einer Inszenierung von Viktoria Burkert mit Gerd Buurmann in der Rolle des Richards)
- Königskinder (Märchendrama 1895 [vordatiert, erschienen 1894]; 1895 von Engelbert Humperdinck vertont)
- Tedeum (Komödie 1896)
- Themistokles (Tragödie 1897)
- Merete (1902)
- Dagny (Drama 1904)
- Johannes Herkner (Schauspiel 1904)
- Nausikaa (Tragödie 1906)
- Maria Arndt (Drama 1908)
- Die Freundinnen (Komödie 1909)
- Achill (Tragödie 1910)
- Ehe (Drama 1914)
- Johannes Kepler (Drama 1926)

### Prosa
- Madonna (Novellen 1894) (Google Online-Ausgabe 2020, Neuauflage 2020, ISBN 978-3-7437-3543-9)
- Der Bauer und das Prinzeßchen (Ein Märchen 1895)
- Die alte Frau (Dramatische Novelle 1926)

### Lyrik
- Erblindend (1891)
- Es war einmal (1896)
- Herbstfäden (1898)
- Die Rose (Gedicht, 1892, auf das Gemälde Die Rose von Max Nonnenbruch). In: Die Kunst unserer Zeit. Gedicht: Textarchiv – Internet Archive – Gemälde: Textarchiv – Internet Archive.
- Mutter Maria. Totengedicht in fünf Wandlungen (1900)
- August-Mittag (1906)
- April (1911)
- Der deutsche Sieg (1914)
- England (1914)
- Dem Führer (1945)

### Autobiographisches
- Bernstein, Frau Elsa. Autobiographische Skizze (1913)
- Das Leben als Drama. Erinnerungen an Theresienstadt (Erinnerungen an die Prominentenhäuser im KZ Theresienstadt, posthum 1999)